# هیپراوریسمی
هیپراوریسمی (انگلیسی: Hyperuricemia) به معنی سطح بالا و غیرطبیعی اسید اوریک در خون است. در شرایط pH مایع بدن، اسید اوریک تا حد زیادی به صورت اورات، به شکل یون وجود دارد. غلظت اسید اوریک سرم بیشتر از ۶ میلی‌گرم در دسی‌لیتر برای زنان، ۷ میلی‌گرم در دسی‌لیتر برای مردان و ۵.۵ میلی گرم در دسی‌لیتر برای جوانان (زیر ۱۸ سال) به عنوان هیپراوریسمی تعریف می‌شود. مقدار اورات در بدن به تعادل میان مقدار پورین‌های خورده شده در غذا، مقدار اورات سنتز شده در بدن (به عنوان مثال از طریق گردش سلولی) و مقدار اوراتی که در ادرار یا از راه دستگاه گوارش دفع می‌شود، بستگی دارد. تراکت هیپراوریسمی ممکن است نتیجه افزایش تولید اسید اوریک، کاهش دفع اسید اوریک یا افزایش تولید و کاهش دفع باشد.

## علائم و نشانه‌ها
اگر اینکه سطح بالای اسید اوریک خون در آزمایشگاه بالینی مشخص نشود، هیپراوریسمی ممکن است در اکثر افراد علائم قابل توجهی ایجاد نکند. ایجاد نقرس - که یک اختلال دردناک و کوتاه‌مدت است - شایع‌ترین پیامد هیپراوریسمی است که باعث رسوب کریستال‌های اسید اوریک معمولاً در مفاصل اندام‌ها می‌شود، اما ممکن است باعث ایجاد سنگ‌های کلیوی شود که یک اختلال دردناک دیگر است. علائم نقرس معمولاً التهاب، تورم و قرمزی یک مفصل، مانند انگشت پا یا زانو، همراه با درد شدید است.  همه افراد مبتلا به هیپراوریسمی به نقرس مبتلا نمی‌شوند.